# Чаваш
Чаваш је насељено мјесто у Босни и Херцеговини у општини Равно у Херцеговачко-неретванском кантону које административно припада Федерацији Босне и Херцеговине. Према попису становништва из 1991. у насељу је живјело 40 становника.

## Географија
Чаваш се налази у Херцеговини, на рубу Поповог поља, 50 километара од Требиња.

## Историја
Насеље је од 1992. било у саставу Општине Требиње, а од 1995. је ушло у састав Општине Равно.

## Споменик
У насељу је 1956. подигнут споменик жртвама усташког покоља 1941., који је миниран 1993. године. Остаци споменика су пренесени у Требиње и састављени а данас се налазе испред манастира Тврдош.

## Становништво
На дан 10. августа 1941. године, у Чавашу је живјело 150 становника српске националности. На попису становништва 1991. године, насеље Чаваш се налазило у саставу Општине Требиње.
| Националност       | 1991. | 1981. | 1971. | 1961. |
| Срби               | 37    | 60    | 63    | 84    |
| Хрвати             | 3     | 17    | 22    | 33    |
| остали и непознато |       |       |       |       |
| Укупно             | 40    | 77    | 85    | 117   |

### Презимена[2]
- Мијатовић, Срби
- Милошевић, Срби
- Михић, Срби
- Мичета, Срби
- Пивац, Срби
- Милетић, Срби

| Демографија | Демографија | Демографија |
| Година      | Становника  | Становника  |
| ----------- | ----------- | ----------- |
| 1961.       | 117         |             |
| 1971.       | 85          |             |
| 1981.       | 77          |             |
| 1991.       | 40          |             |